# Ossum

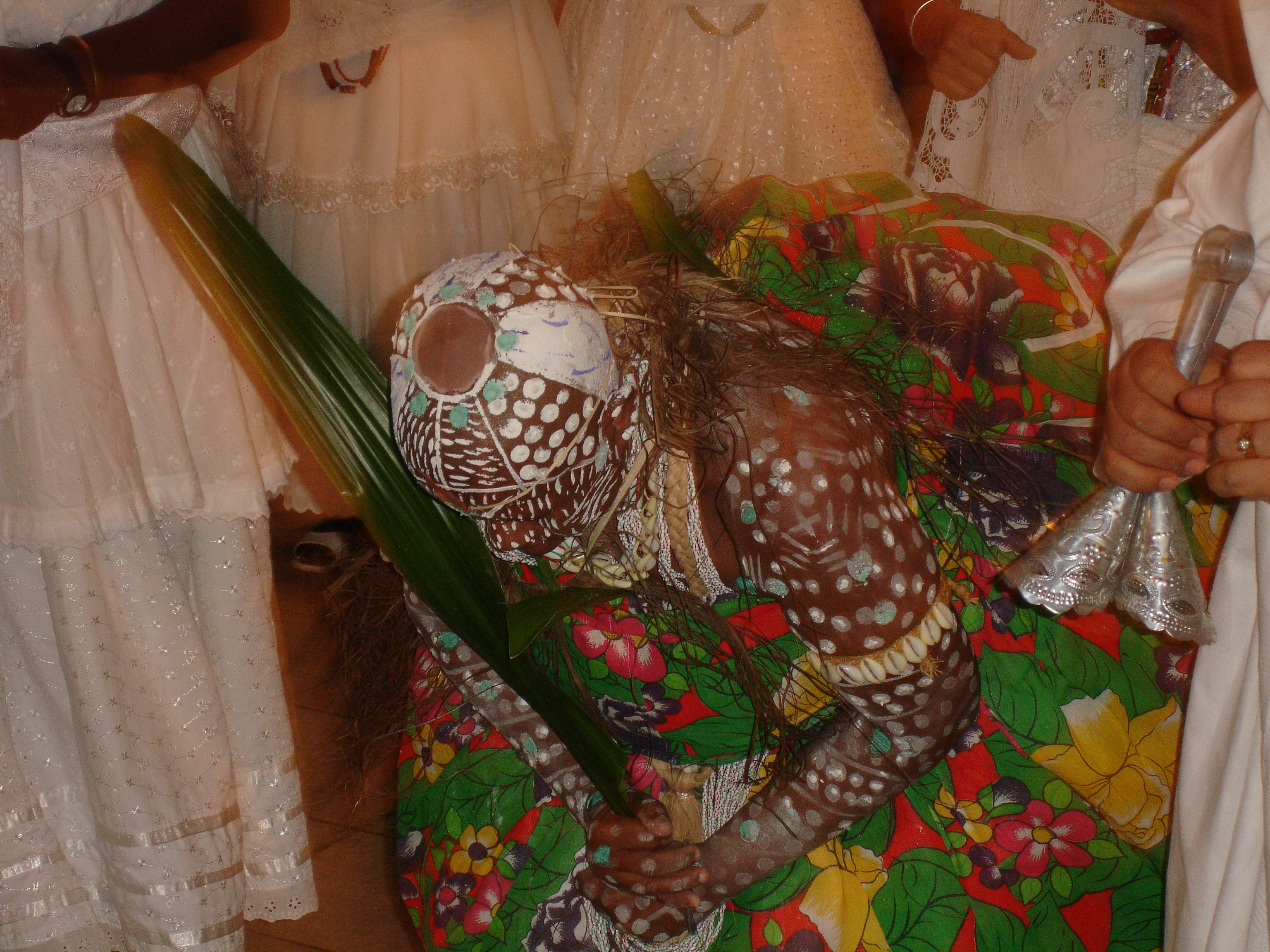
Adossum no centro da cabeça do Iaô, feito de ossum - candomblé

Ossum (em iorubá: Osùn) é um pó vermelho de origem vegetal, usado nas iniciações, feito de dois tipos de árvores: a Baphia nitida que tem uma cor vermelha e a Pterocarpus osun que tem uma cor amarela.

## Utilidades
O pó da Baphia nitida que tem a cor vermelha é utilizado em vários rituais do candomblé, na construção de assentamentos de orixá, nas pinturas sagradas da iniciação Queto, principalmente na construção do adossum (um cone que fica no centro da cabeça do iaô) com a função de transmitir o poder espiritual chamado de axé e livra-lo do infortúnio gerado por uma das Iami-Ajé.
O pó da Pterocarpus osun que tem a cor amarela é utilizado nos rituais sagrados de Ifá, Orumilá, Odudua, alguns orixanlás e orixás funfum, muito utilizado para formar os gráficos de odu no Opom-ifá e na preparação do merindilogum.